# Francisco Mariluán
Juan Francisco Mariluán (también llamado Mariwán o Marihuán) fue un lonko y toqui mapuche que luchó en la llamada «Guerra a Muerte», una de las últimas fases de la Guerra de Arauco.

## Vida
Nació hacia 1735 y vivió unos cien años. Se educó en una misión de Nacimiento, donde aprendió español y a leer y escribir. Fue cacique de los arribanos o wenteches.
Mariluán siempre mantuvo buenas relaciones con la administración española, recibiendo un sueldo desde 1779 como «cacique gobernador de Pureo» y asistiendo a varios parlamentos. Además, era católico practicante y varios de sus hijos estudiaron en el Colegio de Chillán, administrado por los misioneros franciscanos, quienes fueron férreos opositores a los independentistas y cuya retórica influyó mucho en la zona. Además, no se fiaba de las autoridades de Santiago, sospechando que su intención final era apoderarse de sus territorios.
La última etapa de la guerra intertribal mapuche, que se prolongó más de cinco años, coincidió con la fase final de la «guerra a muerte», es decir con la resistencia realista a la instalación del nuevo gobierno republicano por parte del Estado chileno. Francisco Mariluán, era uno de los más formidables enemigos de los chilenos fronterizos por los años 1820 a 1825. Hacia esta época el jefe de la frontera logró llamarle a parlamento y ajustar con él un amistoso convenio de alianza que aseguró al lonco el grado de sargento mayor de ejército y un sueldo mensual como gobernador del butalmapu de los llanos. En prenda de fidelidad, dio Mariluán en rehenes a su hijo Fermín, que fue educado en el Liceo de Chile y destinado después al servicio militar donde se graduó de teniente.

## Parlamento de Tapihue (1825)
Con el nombre de Parlamento de Tapihue se conoce a la reunión entre representantes de los mapuches con representantes del estado de Chile. El 25 de octubre de 1823, a través de un Senado Consulto, la recientemente independizada República de Chile, ordenó la celebración de un parlamento general con los mapuches que habitaban al sur del río Biobío, con la finalidad de acordar el estatuto que regularía las relaciones entre la naciente república y el pueblo mapuche. El 7 de enero de 1825, durante el gobierno del director supremo Ramón Freire Serrano, se celebró el Parlamento General de Tapihue entre un representante y militar chileno enviado por el Congreso de la República con plenos poderes –el capitán Barrenechea–, y las máximas autoridades de los butalmapus mapuches, encabezadas por Mariluán.
Falleció en 1836 en Pilhuén, cerca de Mulchén, dejando como sucesor a Fermín Mariluán, quien fue oficial de caballería del ejército chileno en la guerra contra la Confederación Perú-Boliviana, pero morirá en el 1850 durante sus guerras contra los abajinos de los Colipí de Purén.